# Ketty Lester
Ketty Lester, czasami Kitty Lester, właśc. Revoyda Frierson (ur. 16 sierpnia 1934 w Hope w stanie Arkansas) – amerykańska piosenkarka i aktorka. 
Piosenka „Love Letters” (1961) w jej wykonaniu osiągnęła piąte miejsce na listach przebojów w Wielkiej Brytanii i Stanach Zjednoczonych. W latach 1962–1984 nagrała dziewięć albumów muzycznych oraz kilkanaście singli. Wystąpiła w ponad sześćdziesięciu filmach, serialach i programach telewizyjnych. Jej piosenki kilkakrotnie zostały wykorzystane jako podkłady w filmach i serialach, z czego po raz pierwszy w roku 1957, w odcinku serialu You Bet Your Life. 
Była jednym z 15 dzieci urodzonych w rodzinie rolniczej. Po zdobyciu stypendium w 1955 przeniosła się do Kalifornii i uczęszczała do San Francisco City College na kierunku pielęgniarstwo. Lester śpiewała w chórze kościelnym i szkolnym oraz występowała w letnim teatrze giełdowym. Wystąpiła także jako uczestniczka klasycznego teleturnieju z lat 50. You Bet Your Life. W 1962 nagrała single: „Queen for a Day” / „I Said Goodbye to My Love”, „I’m a Fool for You” / „Love Letters”, „But Not for Me” / „Once Upon a Time”, „You Can’t Lie to a Liar” / „River of Salt” i „This Land Is Your Land” / „Love Is for Everyone”. DJ-e i słuchacze wybrali „Love Letters”, co uczyniło ją hitem w pierwszej piątce popowych przebojów. Kolejny singiel, cover utworu „But Not for Me” George’a Gershwina z musicalu Girl Crazy (1930), latem 1962 zajął 41. miejsce na liście przebojów. Na początku lat 70. Lester porzuciła komercyjne śpiewanie i zajęła się aktorstwem. W 1968 była brana pod uwagę do roli Julii Baker w sitcomie NBC Julia, którą ostatecznie przyjęła Diahann Carroll. Była obsadzona w roli Hester–Sue Terhune w serialu NBC Domek na prerii (1977–1983). W 2022 została wprowadzona do Czarnej Galerii Sław Arkansas.

## Dyskografia

### Albumy
- 1962: Love Letters
- 1964: Betty Everett & Ketty Lester
- 1964: The Soul of Me
- 1965: Where Is Love?
- 1966: When a Woman Loves a Man
- 1969: Ketty Lester
- 1977: Ketty Lester in Concert
- 1982: A Collection of Her Best
- 1984: I Saw Love

## Filmografia

### Filmy
- 1968: W napięciu (Uptight) jako Alma
- 1972: Blacula jako Juanita Jones / taksówkarz
- 1974: Sobotnia noc (Uptown Saturday Night) jako Irma Franklin
- 1975: Więzień Drugiej Alei (The Prisoner of Second Avenue) jako urzędniczka ds. bezrobocia
- 1978: Battered (TV) jako Helen
- 1978: Gliniarze i Robin (Cops and Robin, TV) jako sekretarka
- 1993: Rycerz uliczny (Street Knight) jako Lucinda
- 1993: Percy i Thunder (Percy & Thunder, TV) jako babcia Katie
- 1994: Impreza 3 (House Party 3) jako ciocia Lucy
- 1994: Za wszelką cenę (Jack Reed: A Search for Justice, TV) jako Barbara
- 1997: Niebezpieczna prędkość (Runaway Car, TV) jako Willie Mae

### Seriale
- 1975: Ulice San Francisco (The Streets of San Francisco) jako prostytutka
- 1975–1977: Dni naszego życia (Days of Our Lives) jako Helen Grant
- 1976: Hunter jako Susie
- 1977: Domek na prerii (Little House on the Prairie) jako Janie Kagan
- 1977: The Waltons jako Pani Thomas
- 1978–1983: Domek na prerii (Little House on the Prairie) jako Hester–Sue Terhune
- 1982: Happy Days jako Annie
- 1983: Posterunek przy Hill Street (Hill Street Blues) jako Pani Tatum
- 1985: G.I. Joe jako Sarah Bronson / Satin (głos)
- 1986: Strach na wróble i pani King (Scarecrow and Mrs. King) jako pielęgniarka
- 1986: Hotel jako Doris
- 1986: Benson jako Pani Hartford
- 1986: Gwiazda poranna/Gwiazda wieczorna (Morningstar/Eveningstar) jako Nora Blake
- 1987: Webster jako Grace
- 1988: St. Elsewhere jako Pani Callan
- 1989: Heartbeat jako Olivia
- 1989: Gorączka nocy (In the Heat of the Night) jako Hannah Carter
- 1989: Zagubiony w czasie (Quantum Leap) jako Myrtle
- 1990: Brewster Place jako pacjentka Jones
- 1991: Prawnicy z Miasta Aniołów (L.A. Law) jako Maggie Wallace
- 2023: Cudowne lata (The Wonder Years) jako siostra Henderson